# Partij voor Rechtvaardigheid en Welvaart
De Partij voor Rechtvaardigheid en Welvaart (Indonesisch: Partai Keadilan Sejahtera, PKS), soms ook vertaald als Gerechtigheids- en Welvaartspartij of Partij van Gerechtigheid en Welzijn, is een islamitische politieke partij in Indonesië. De PKS wordt geleid door Ahmad Syaikhu.

## Geschiedenis
De partij werd opgericht als Partai Keadilan (Partij van Rechtvaardigheid) op 20 juli 1998 met Nurmahmudi Ismail als eerste partijleider. De partij deed haar herintrede in 2002 als Partai Keadilan Sejahtera (PKS), nadat de PK niet had voldaan aan de vereiste twee procent van de kiesdrempel tijdens de verkiezingscampagnes van 1999. Met de verkiezingen van 2004 lukte het de PKS om in het parlement te komen. Sindsdien is de partij met zo'n 40/50 zetels aanwezig in het parlement.
De PKS staat onder andere bekend om haar standpunten tegen corruptie, verspreiding van pornografie en drugs.  De PKS staat ook bekend als de "Partai Dakwah" (da'wah-partij), vanwege haar nadruk op da'wah-activiteiten (pro-actief verspreiden van de boodschap van de Islam). Sommigen associëren de partij met de Moslimbroederschap.

## Verkiezingsresultaten
| Jaar | Stemmen    | Percentage | Zetels   |
| ---- | ---------- | ---------- | -------- |
| 2004 | 8.325.020  | 7,3%       | 45 / 550 |
| 2009 | 8.20.955   | 7,88%      | 57 / 560 |
| 2014 | 8.480.204  | 6,79%      | 40 / 560 |
| 2019 | 11.493.663 | 8,21%      | 50 / 575 |
| 2024 | 12.781.353 | 8,42%      | 53 / 580 |